# 11055 Гондурас
11055 Гондурас (11055 Honduras) — астероїд головного поясу, відкритий 8 квітня 1991 року.
Тіссеранів параметр щодо Юпітера — 3,452.